# Полет Годард
Полет Годард (енгл. Paulette Goddard) је била америчка глумица, рођена 3. јуна 1910. године у Њујорку, а преминула 23. априла 1990. године у Ronco sopra Ascona.